# Glenn Meade
Glenn Meade (Dublin, 1957) is een Iers auteur en journalist.
Gedurende de jaren 1980 schreef en regisseerde hij meerdere eigen toneelstukken voor het Strand Theatre in Dublin. Oorspronkelijk werkte hij als vlieginstructeur voor de Ierse luchtvaartmaatschappij Aer Lingus en daarna als journalist voor de Irish Times en Irish Independent. In 1994 publiceerde hij zijn eerste roman die met lovende kritieken werd ontvangen. Tegenwoordig is hij voltijds schrijver. Zijn romans zijn in vele talen vertaald.